# 달안초등학교
달안초등학교는 대한민국 경기도 안양시 동안구에 있는 공립 초등학교이다.

## 학교 연혁
- 1991. 3. 11 달안국민학교 설립 인가
- 1992. 6. 15 초대 권영재 교장선생님 취임
- 1992. 8. 29 달안국민학교 개교(36학급)
- 1992. 10. 2 개교 행사
- 1994. 10. 1 달안국민학교 병설유치원 개원(2학급)
- 1996. 3. 1 달안초등학교로 개칭
- 1997. 5. 30 학교 급식 운영
- 2000. 11. 14 달안골책누리 개관
- 2007. 11. 23 달안영어테마랜드 개관
- 2012. 8. 28 상담실 구축
- 2021. 1. 8 제 29회 졸업식(39명, 총 2974명)
- 2021. 3. 2 입학식(남13, 여23, 총 36명)
- 2021. 9. 1 제 12대 이경애 교장 취임